# Liste der Biografien/Sima
Liste der Biografien |
Portal Biografien |
Personensuche
# |
A |
B |
C |
D |
E |
F |
G |
H |
I |
J |
K |
L |
M |
N |
O |
P |
Q |
R |
S |
T |
U |
V |
W |
X |
Y |
Z |
?
 
Sa |
Sb |
Sc |
Sd |
Se |
Sf |
Sg |
Sh |
Si |
Sj |
Sk |
Sl |
Sm |
Sn |
So |
Sp |
Sq |
Sr |
Ss |
St |
Su |
Sv |
Sw |
Sy |
Sz
 
Sia |
Sib |
Sic |
Sid |
Sie |
Sif |
Sig |
Sih |
Sii |
Sij |
Sik |
Sil |
Sim |
Sin |
Sio |
Sip |
Siq |
Sir |
Sis |
Sit |
Siu |
Siv |
Siw |
Six |
Siy |
Siz
 
Sima |
Simb |
Simc |
Sime |
Simg |
Simh |
Simi |
Simj |
Simk |
Siml |
Simm |
Simn |
Simo |
Simp |
Simr |
Sims |
Simt |
Simu |
Simw |
Simz
Die Liste der Biografien führt alle Personen auf, die in der deutschsprachigen Wikipedia einen Artikel haben. Dieses ist eine Teilliste mit 114 Einträgen von Personen, deren Namen mit den Buchstaben „Sima“ beginnt.

## Sima
- Sima Ai (277–304), chinesischer Prinz der westlichen Jin-Dynastie
- Sima Fu (180–272), chinesischer Politiker der Han-Dynastie, der Wei-Dynastie und der Jin-Dynastie
- Sima Guang (1019–1086), chinesischer Historiker und Politiker der Song-Dynastie
- Sima Liang († 291), chinesischer Prinz der westlichen Jin-Dynastie
- Sima Ngua, Anacleto (1936–2018), äquatorialguineischer Geistlicher, römisch-katholischer Bischof von Bata
- Sima Qian, chinesischer Astrologe, Historiker und Schriftsteller, Verfasser des Shiji
- Sima Shi († 255), Regent der Wei-Dynastie
- Sima Wei (271–291), chinesischer Prinz der westlichen Jin-Dynastie
- Sima Ying (279–306), chinesischer Prinz der westlichen Jin-Dynastie
- Sima, Abdallah (* 2001), senegalesischer Fußballspieler
- Sima, Alexander (1969–2004), österreichischer Semitist
- Sima, Gabriele (1955–2016), österreichische Opernsängerin
- Sima, Hans (1918–2006), österreichischer Politiker (SPÖ), Mitglied des Bundesrates
- Sima, Horia (1906–1993), rumänischer Führer der Eisernen GardeHoria Sima (1906–1993)

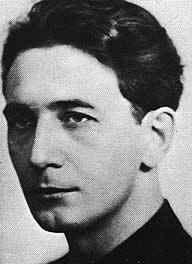
Horia Sima (1906–1993)

- Sima, Jian (262–291), chinesischer Prinz
- Sima, Jiong († 302), chinesischer Prinz der westlichen Jin-Dynastie
- Šíma, Josef (1891–1971), französischer Maler tschechischer Abstammung
- Šíma, Libor (* 1967), deutscher Orchestermusiker (Fagott, Tenorsaxophon)
- Sima, Lun († 301), chinesischer Prinz und Kaiser
- Sima, Marius, europäischer Violinist
- Šíma, Michal (* 1992), slowakischer Biathlet
- Sima, Michel (1912–1987), französischer Fotograf und Bildhauer
- Sima, Miron (1902–1999), israelischer Maler und Grafiker russischer Herkunft
- Sima, Oskar (1896–1969), österreichischer Theater- und Filmschauspieler
- Sima, Ulli (* 1968), österreichische Politikerin (SPÖ), Abgeordneter zum NationalratUlli Sima (* 1968)

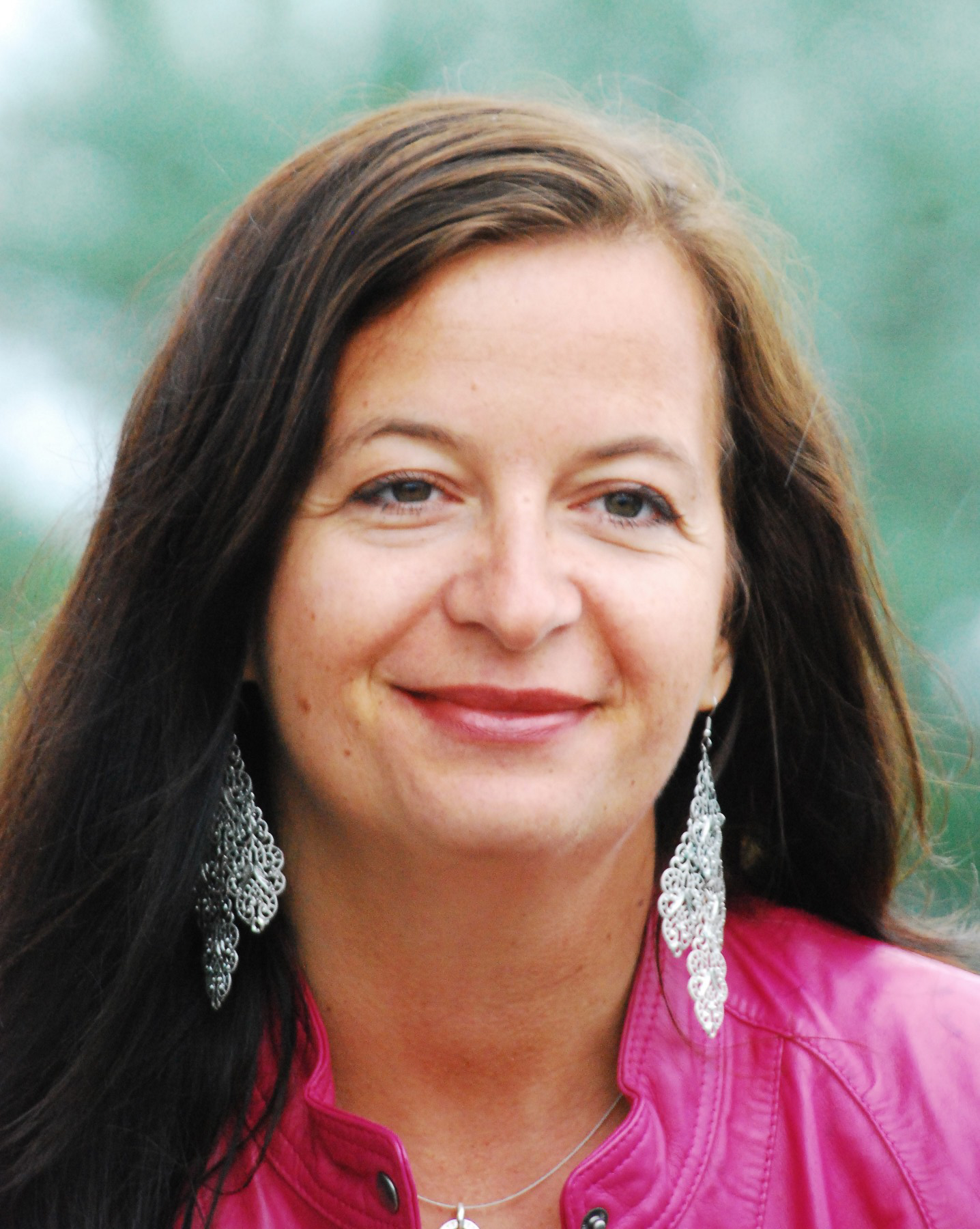
Ulli Sima (* 1968)

- Sima, Wang (205–271), chinesischer General
- Sima, Xiangru (179 v. Chr.–117 v. Chr.), chinesischer Beamter, Dichter und Musiker
- Sima, Yi (179–251), chinesischer Militärstratege und Politiker
- Sima, Yong († 307), chinesischer Prinz der Jin-Dynastie, Regent für Kaiser Hui
- Sima, Yue († 311), chinesischer Prinz
- Sima, Zhao (211–265), Regent der Wei-Dynastie
- Sima, Zhou, chinesischer General zur Zeit der Drei Reiche

### Simaa
- Simaan, Neemeh (1908–1981), israelischer römisch-katholischer Geistlicher und Weihbischof im Lateinischen Patriarchat von Jerusalem

### Simac
- Simac, Adam (* 1983), kanadischer Volleyballspieler
- Šimac, Dajan (* 1982), deutscher Fußballspieler
- Šimac, Damir (* 1968), jugoslawischer Fußballspieler
- Simacek, Ladislaus (1913–2004), österreichischer Hindernis-, Mittel- und Langstreckenläufer und Unternehmer
- Šimáčková, Kateřina (* 1966), tschechische Juristin

### Simad
- Simader, Sabrina (* 1998), kenianische Skirennläuferin

### Simag
- Simagin, Wladimir Pawlowitsch (1919–1968), russischer Schachmeister

### Simai
- Šimai, Pavol (1930–2020), slowakisch-schwedischer Pianist und Komponist
- Simaifar, Darius, deutscher Filmeditor
- Simaika, Farid (1907–1943), ägyptischer Wasserspringer
- Simaika, Marcus (1864–1944), ägyptischer Beamter und Begründer des Koptischen Museums, Koptologe
- Simaika-Burchard, Irmgard Micaela (1908–1964), Kulturaktivistin, Galeristin, Malerin
- Šimaitė, Ona (1894–1970), litauische Bibliothekarin, Gerechte unter den Völkern

### Simak
- Simak, Clifford D. (1904–1988), US-amerikanischer Journalist und Autor
- Simak, Frederik (* 1998), deutscher Handballspieler
- Šimák, Jan (* 1978), tschechischer Fußballspieler
- Šimák, Josef Vítězslav (1870–1941), Historiker
- Simakala, Ba-Muaka (* 1997), deutscher Fußballspieler
- Simakan, Mohamed (* 2000), französischer Fußballspieler
- Simakin, Ilja Wiktorowitsch (* 2003), russischer Tennisspieler
- Simakow, Alexei Olegowitsch (* 1979), russischer Eishockeyspieler
- Simakow, Nikolai Semjonowitsch (1915–1970), sowjetischer Ingenieur und Widerstandskämpfer
- Simakowa, Angelina Alexejewna (* 2002), russische Kunstturnerin
- Simakowa, Olga (* 1961), sowjetische Mittelstreckenläuferin
- Simaku, Parashqevi (* 1966), albanische Sängerin

### Siman
- Siman, John (* 1952), US-amerikanischer Wasserballspieler
- Simanaitis, Edmundas (1929–2017), litauischer Politiker, Bürgermeister
- Simančíková, Monika (* 1995), slowakische Eiskunstläuferin
- Simandl, Franz (1840–1912), tschechisch-österreichischer Kontrabassist, Musiklehrer und Autor
- Simandl, Lloyd A. (* 1948), polnischer Filmproduzent, Regisseur und Drehbuchautor
- Simándy, József (1916–1997), ungarischer Opernsänger (Tenor)
- Šimánek, Otto (1925–1992), tschechoslowakischer SchauspielerOtto Šimánek (1925–1992)

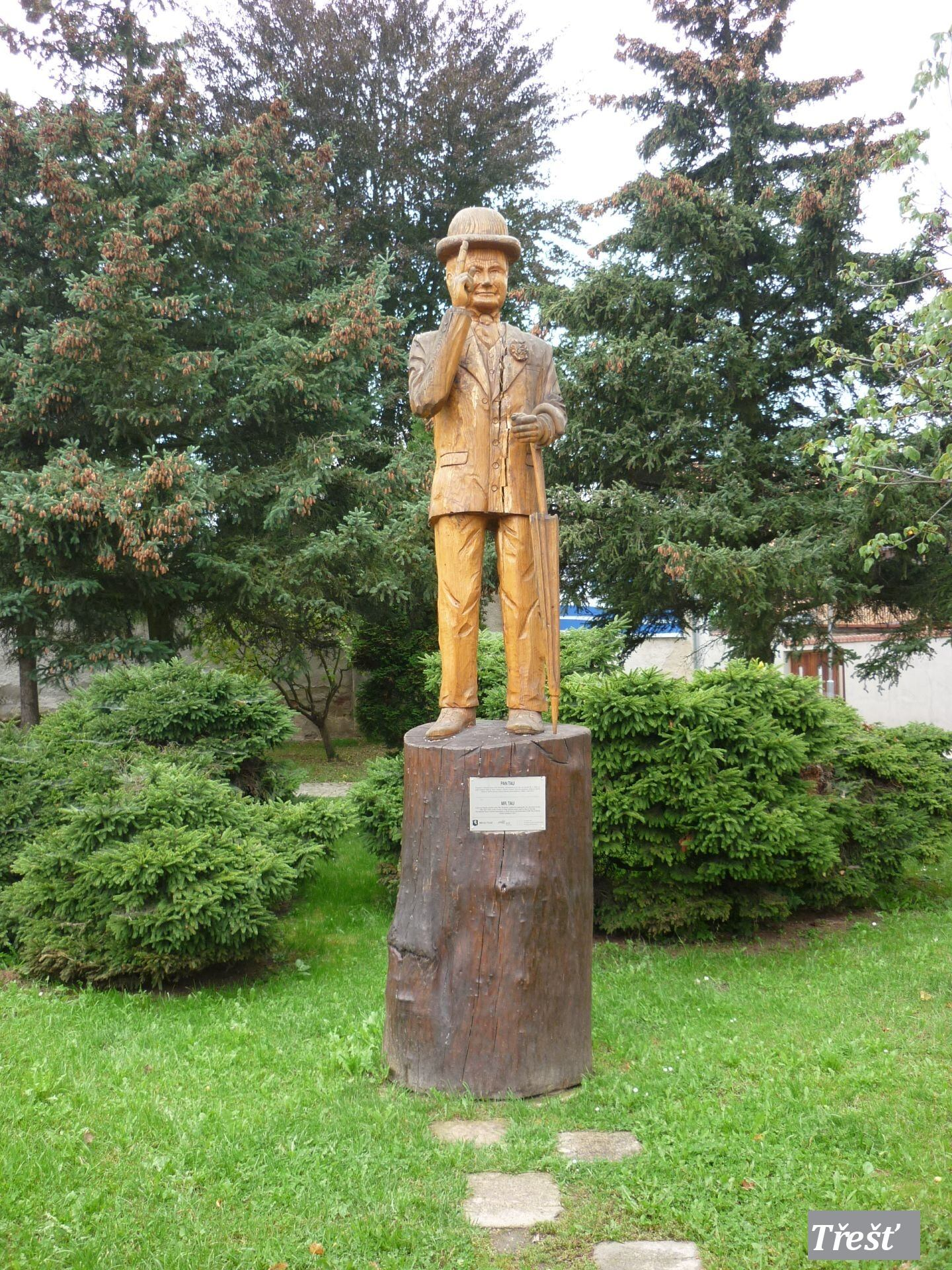
Otto Šimánek (1925–1992)

- Simanga Shiba (* 1987), eswatinischer Boxer
- Simango, David, mosambikanischer Politiker
- Simango, Daviz (1964–2021), mosambikanischer Politiker
- Simango, Uria (* 1926), mosambikanischer Politiker
- Simani, Denis (* 1991), albanisch-schweizerischer Fussballspieler
- Simanić, Jovica (* 1965), serbischer Fußballspieler und Fußballtrainer
- Sīmanis, Ādolfs (1909–1979), lettischer Fußballspieler und -trainer
- Šimánková, Jana (* 1980), tschechische Volleyballspielerin
- Simanowitsch, Dsjanis (* 1987), belarussischer Geher
- Simanowiz, Ludovike (1759–1827), württembergische MalerinLudovike Simanowiz (1759–1827)

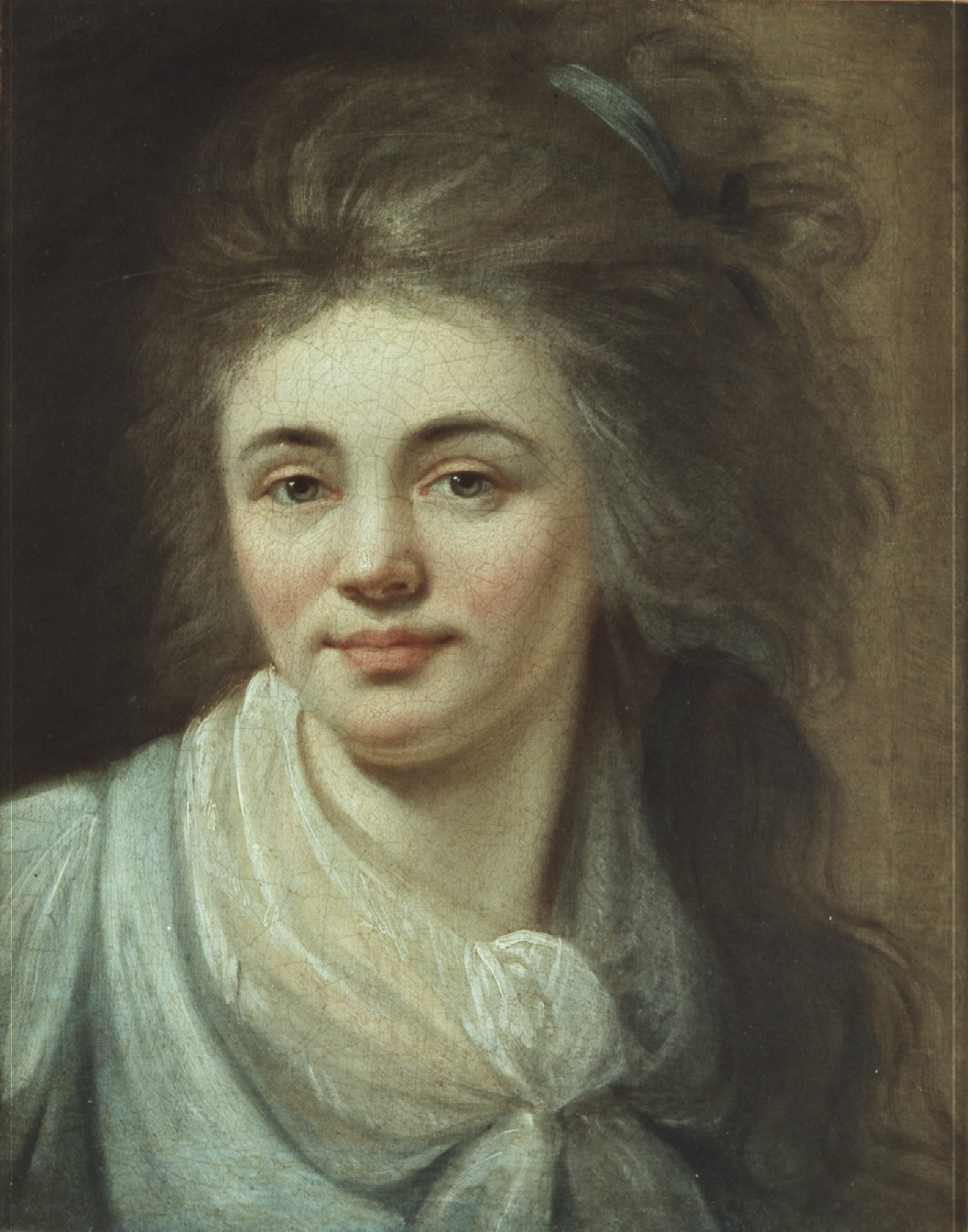
Ludovike Simanowiz (1759–1827)

- Simanowski, Horst (1919–1994), deutscher Politiker (SPD), MdA
- Simanowski, Natalie (* 1978), deutsche Radsportlerin
- Simanowski, Roberto (* 1963), deutscher Literatur- und Medienwissenschaftler
- Simantke, Elisa (* 1986), deutsche Journalistin
- Simanullang, Ludovikus (1955–2018), indonesischer Geistlicher, römisch-katholischer Bischof von Sibolga
- Simanyi, Tibor (1924–2008), ungarischer Historiker und Autor
- Simanzew, Mychajlo (* 1978), ukrainischer Schachgroßmeister

### Simao
- Simão (* 1979), portugiesischer FußballspielerSimão (* 1979)

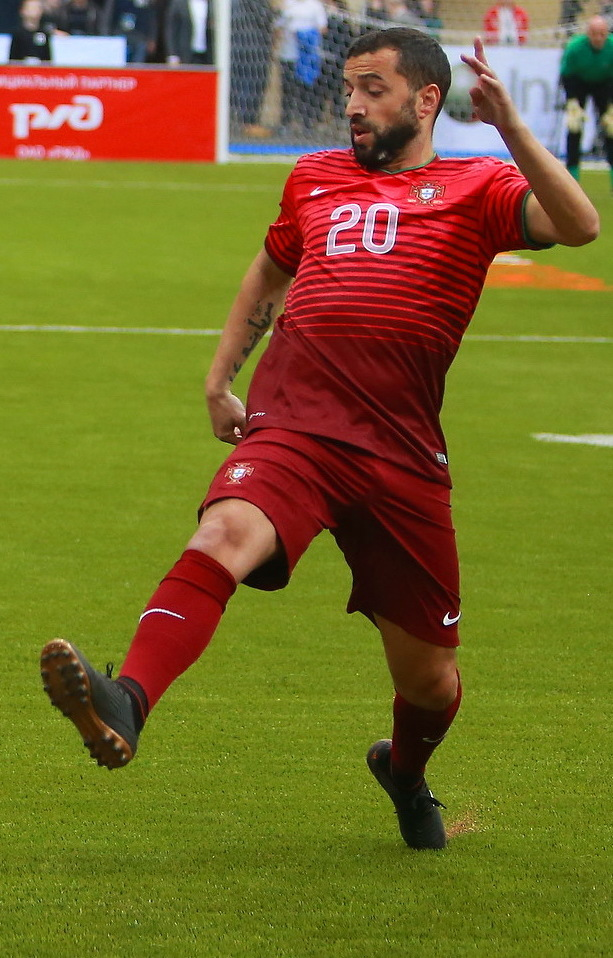
Simão (* 1979)

- Simão, João (* 1988), brasilianischer Pokerspieler
- Simão, José Benedito (1951–2015), brasilianischer römisch-katholischer Geistlicher, Bischof von Assis
- Simao, Luna (* 1996), deutsche Pop- und R&B-Sängerin
- Simão, Pinda (* 1949), angolanischer Politiker
- Simão, Reinaldo Vicente (* 1968), brasilianischer Fußballspieler

### Simar
- Simar, César (1879–1934), französischer Radrennfahrer
- Simar, Hubert Theophil (1835–1902), Bischof von Paderborn (1891–1899), Erzbischof von Köln (1899–1902)
- Šimara, Andrea (* 1997), kroatische Handballspielerin
- Simard, Geneviève (* 1980), kanadische Skirennläuferin
- Simard, Jacques (1941–2009), kanadischer Oboist
- Simard, Lou (* 1962), kanadische Regisseurin, Musikerin und Theaterautorin
- Simard, Marie-Josée (* 1956), kanadische Perkussionistin und Musikpädagogin
- Simard, Noël (* 1947), kanadischer Geistlicher, emeritierter römisch-katholischer Bischof von Valleyfield
- Simard, Suzanne, kanadische Forstwissenschaftlerin und Hochschullehrerin
- Simari Birkner, Angélica (* 1994), argentinische Skirennläuferin
- Simari Birkner, Cristian Javier (* 1980), argentinischer Skirennläufer
- Simari Birkner, Macarena (* 1984), argentinische Skirennläuferin
- Simari Birkner, María Belén (* 1982), argentinische Skirennläuferin
- Simaria, Francisco Félix, portugiesischer Musiker und Dirigent
- Simart, Georges (1846–1921), französischer Mathematiker

### Simas
- Šimas, Audrys (* 1961), litauischer Politiker
- Simas, Carlos Furtado de (1913–1978), brasilianischer Politiker, Minister für Kommunikation (1967–1969)
- Simaschow, Fjodor Petrowitsch (1945–1997), russischer Skilangläufer
- Simashela, Nancy (* 1984), namibisches Fotomodell
- Simasiku, George, namibischer traditioneller Führer
- Šimašius, Remigijus (* 1974), litauischer Politiker, Bürgermeister von Vilnius

### Simat
- Simat-Ištaran, Königstochter
- Simataa, George (* 1960), namibischer Politiker
- Simataa, Stanley (* 1960), namibischer Politiker und Minister
- Simatschek, Adolf (1874–1919), österreichischer Bildhauer

### Simav
- Simavi, Sedat (1896–1953), türkischer Verleger, Journalist, Karikaturist, Schriftsteller und Regisseur